# 1944-es magyar női kosárlabda-bajnokság
Az 1944-es magyar női kosárlabda-bajnokság a hetedik magyar női kosárlabda-bajnokság volt. Tíz csapat indult el, a csapatok egy kört játszottak. Azonos pontszám esetén helyosztó meccset játszottak.
A Wolfner SE új neve Werbőczi SE lett.
Bár a Magyar sport kézikönyvében (Sport Lap- és Könyvkiadó, 1960), és minden ezen alapmű alapján készült nyomtatott és elektronikus listában 1944-hez a BBTE van jelölve bajnoknak, a lent jelzett források, valamint a Nemzeti Sport 1944.05.16-i és az MTI Sportkiadás 1944.04.15-i kiadása (melyekben az szerepel, hogy a TFSE minden komoly ellenfelét, köztük a BBTE-t is legyőzte, és bajnoknak tekinthető), továbbá a Sport 1947.12.06-i száma (egy olvasói kérdésre válaszolva felsorolja az addigi győzteseket, és 1944-hez a TFSE-t jelölte) szerint a bajnok a TFSE, míg a BBTE csak a harmadik, és azt is csak helyosztón szerezte meg. A tévedést az okozhatta, hogy a nyáron rendezett Szent László emlékversenyt a BBTE nyerte (MTI Sportkiadás 1944.08.01.).
A bajnokság után visszatértek az őszi-tavaszi lebonyolításra. Az 1944–45-ös bajnokság ősszel el is kezdődött, de félbeszakadt. Az indulók: BBTE, Dolgozó Nők SE (volt GFB SE), Futura TE, Gamma SE, Habselyem SC, MAC, MAFC, MÁVAG SK (Werbőczi SE helyén), Mechanika SE, MOVE TE, Nagykovácsi Milenko SE, Nemzeti TE, Testnevelési Főiskola SE, Vacuum OSE.

## Tabella
| #   | Csapat                   | M | Gy | V | K+  | K-  | P  |
| --- | ------------------------ | - | -- | - | --- | --- | -- |
| 1.  | Testnevelési Főiskola SE | 9 | 9  | 0 | 322 | 173 | 18 |
| 2.  | Futura TE                | 9 | 8  | 1 | 217 | 140 | 16 |
| 3.  | BBTE                     | 9 | 6  | 3 | 370 | 200 | 12 |
| 4.  | Nagykovácsi Milenko SE   | 9 | 6  | 3 | 261 | 208 | 12 |
| 5.  | Gamma SE                 | 9 | 5  | 4 | 219 | 289 | 10 |
| 6.  | MAFC                     | 9 | 4  | 5 | 170 | 197 | 8  |
| 7.  | Mechanika SE             | 9 | 3  | 6 | 142 | 213 | 6  |
| 8.  | Nemzeti TE               | 9 | 2  | 7 | 183 | 244 | 4  |
| 9.  | Werbőczi SE              | 9 | 2  | 7 | 131 | 223 | 4  |
| 10. | GFB SE                   | 9 | 0  | 9 | 106 | 290 | 0  |

* M: Mérkőzés Gy: Győzelem V: Vereség K+: Dobott kosár K-: Kapott kosár P: Pont

## Helyosztó mérkőzés
3. helyért: BBTE-NAMI SE 37:22, 8. helyért: NTE-WSE 21:19

## II. osztály
1. Habselyem SC 16, 2. MOVE TE 14, 3. BBTE 12, 4. TFSE 8, 5. Chinoin SC és Hangya BSE 6, 7. MAFC és Vacuum OSE 4, 9. WMTK 2 pont. Mátyásföldi TC visszalépett.